# Diano Borello
Diano Borello è una frazione del comune di Diano Arentino, in provincia di Imperia, già comune autonomo fino al 1923.

## Geografia fisica

### Territorio
È uno dei borghi della valle Dianese dista da Diano Arentino circa 1 km e dal capoluogo di provincia 14 km.
La frazione è situata nell'alta valle del torrente San Pietro ed il suo territorio fa parte della Comunità Montana dell'Olivo.
- Classificazione sismica: zona 3 (sismicità bassa), Ordinanza PCM n. 3274 del 20/03/2003.

### Clima
- Classificazione climatica: D (i Gradi giorno della città sono 1979, e il limite massimo consentito per l'accensione dei riscaldamenti è di 12 ore giornaliere, dal 1º novembre al 15 aprile).[1]

## Storia

La chiesa parrocchiale di San Michele

La prima citazione si trova, come "villa" negli statuti del Castrum Diani (1363). La fondazione potrebbe, tuttavia, essere più antica, legata all'ordine benedettino e fece forse parte della "communitas Diani", istituita nel 1172 tra gli abitati della valle.
Nel XVII secolo la parrocchia di San Michele aveva circa ottocento abitanti e comprendeva le borgate di "Chiesa" ("a Jèŝa"), "Macary" ("i Macàri"), "" ("i Virjìli"), "Ciappai", "Poggio" ("u Poggiu"), "Villatalla", "Roncagli" ("Runcài") e "Borganzo" ("Burgànsu"). Nel 1797 nella napoleonica "Repubblica ligure" fece parte del mandamento di Diano, suddiviso in nove comuni, tra i quali Diano Arentino e Diano Borello. Nel 1923 fu annesso al comune di Diano Marina e l'anno successivo divenne frazione del neo-istituito comune di Diano Arentino, che comprendeva inoltre la frazione di Evigno.

## Monumenti e luoghi d'interesse
Nel suo insieme il paese è un tipico borgo dell'entroterra ligure, collegato da antiche mulattiere ai paesi vicini.

### Architetture religiose
- Chiesa di San Michele: dedicata al santo patrono, l'attuale edificio, del XV secolo[2], sorse su un precedente impianto medievale. Al suo interno si conserva un fonte battesimale monolitico del XII o XIII secolo, e un polittico dipinto da Antonio Brea nel 1516. Il campanile, di incerta cronologia, è in stile romanico e reca una meridiana"[3].
- Chiesa di San Rocco: situata al di sotto del cimitero del paese, risale alla metà del XVII secolo e fu costruita dagli abitanti del borgo come adempimento ad un voto formulato in seguito all'epidemia di peste del 1656-1657[4]. La facciata  è preceduta da un porticato di dieci colonne in stile corinzio.
- Tra Diano Borello e Diano Roncagli, in fondo alla valle attraversata dal fiume San Pietro, si trova il ponte medievale della Madonnetta. Il ponte prende il nome dal capitello votivo collocato ad una sua estremità, che ospitava una statua in marmo della Mater Misericordiae, di epoca certamente successiva all'innalzamento del ponte.

## Cultura

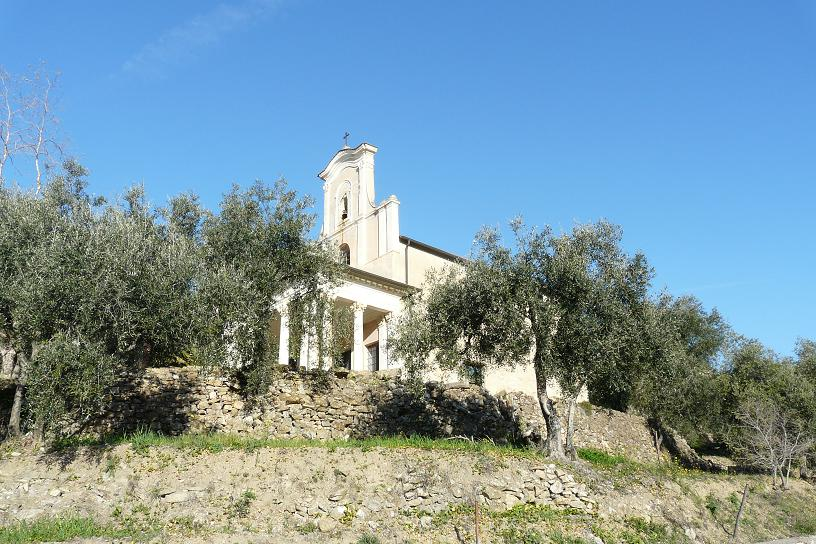
Oratorio di San Rocco.

### Eventi e manifestazioni
- "Presepe vivente, a Natale presso la chiesa di San Michele e presso l'oratorio di San Rocco. Gli stessi abitanti rappresentano i personaggi della Natività, riportando in vita gli antichi mestieri e costumi locali. Per tradizione l'ultimo nato del comune rappresenta Gesù Bambino nella mangiatoia.